# ふたりの5つの分かれ路
『ふたりの5つの分かれ路』（ふたりのいつつのわかれみち、5×2, cinq fois deux）は、2004年に上映されたフランスの映画。フランソワ・オゾン監督。映画は一組のある夫婦の離婚にはじまり、時間を遡って二人の出会いを描いている。

## あらすじ
今、1組の夫婦が離婚手続きを終えた。その後、元夫婦となったジルとマリオンはホテルに行くが、やはり二人の間の溝は埋まらず、やり直すことなど出来ないと悟る。そして二人の過去が、倦怠期、出産、結婚式、出会いと時を遡って描かれる。

## キャスト
| 役名       | 俳優                           | 日本語吹替 |
| ---------- | ------------------------------ | ---------- |
| マリオン   | ヴァレリア・ブルーニ・テデスキ | 唐沢潤     |
| ジル       | ステファン・フレイス           | 木下浩之   |
| ヴァレリー | ジェラルディン・ペラス         | 岡寛恵     |
| モニク     | フランソワーズ・ファビアン     | 沢田敏子   |
| クリストフ | アントワーヌ・シャペイ         |            |
| ベルナール | マイケル・ロンズデール         |            |
| マチュー   | マルク・ルシュマン             |            |